# بوسه مرگ (مافیا)
بوسه مرگ (ایتالیایی: Il bacio della morte) نشانه‌ای است که از طرف رئیس مافیا یا از اعضای عالی مقام آن برای نشان دادن فرارسیدن مرگ یکی از افراد در خانواده تبهکاران که عموماً در نتیجه مشاهده خیانت از سمت آنان است داده می‌شود. از بوسه‌های مشهور این دسته می‌توان به بوسه یهودا بر گونه مسیح اشاره کرد؛ بوسه‌ای خائنانه که طبق برخی روایات منجر به شناسایی و دستگیری عیسی مسیح شد. بوسه مرگ الهام‌بخش هنرمندان در خلق برخی آثار هنری هم شده‌است. برای نمونه می‌توان به بوسه مایکل (با بازی آل پاچینو) در فیلم پدرخوانده بر چهره برادرش فردو اشاره کرد. مایکل به خیانت فردو پی برده و با این بوسه حکم مرگ او را صادر می‌کند، هرچند فردو بلافاصله پس از این صحنه نمی‌میرد اما چندی بعد مایکل دستور قتل او را صادر می‌کند.